# Chlorosiarczan etylu
Chlorosiarczan etylu, EtOSO2Cl – organiczny związek chemiczny, ester etylowy kwasu chlorosiarkowego. Bojowy środek trujący z grupy lakrymatorów, po raz pierwszy zastosowany przez Francuzów w kwietniu 1915 roku. Stosowany był także w mieszaninie z bromoacetonem.

## Otrzymywanie
Można go otrzymać w szeregu reakcji, m.in.:
- etenu z kwasem chlorosiarkowym[3][7]:

C2H4 + HOSO2Cl → EtOSO2Cl
- dymiącego kwasu siarkowego z chloromrówczanem etylu[3][8]
- etanolu z chlorkiem sulfurylu[5]:

EtOH + SO2Cl2 → EtOSO2Cl + HCl

## Właściwości
Jest to bezbarwna, oleista ciecz o ostrym zapachu wydzielająca opary w wilgotnym powietrzu. Nie rozpuszcza się w wodzie, natomiast bardzo dobrze rozpuszcza się w eterze, benzynie ekstrakcyjnej i chloroformie.
W zimnej wodzie wolno hydrolizuje:
C2H5OSO2Cl + H2O → C2H5OSO2OH + HCl
W temperaturze ok. 160 °C rozkłada się do dwutlenku siarki, kwasu siarkowego, kwasu chlorowodorowego i etenu. Z eterowym roztworem aniliny tworzy chlorek etylu i kwas sulfanilowy. Wykazuje słabe działanie korozyjne względem miedzi, a mocne względem ołowiu i cyny. Stal i żelazo są natomiast odporne.

## Zagrożenia
Chlorosiarczan etylu jest lakrymatorem. Powoduje podrażnienie oczu, dróg oddechowych i skóry. Jest drażniący powyżej stężenia 2 mg/m³. Ma także działanie alkilujące.
- IC 50 mg/m³[3]
- LC50 1 g/m³[9]
- LC 3–10 g/m³[3]